# Dexamen
Segons la mitologia grega, Dexamen (en grec antic: Δεξαμενός, 'el que acull') va ser un rei de la ciutat d'Òlenos, a l'Acaia.
Hèracles es va refugiar a la seva ciutat i a la seva cort quan va ser expulsat per Augias. Dexamen va prometre a la seva filla Mnesímaca amb l'heroi, i després Hèracles va marxar a una expedició. Quan va tornar es va trobar la noia casada per força amb el centaure Eurició, que havia obligat Dexamen a donar-li. Hèracles va matar el centaure i es va casar amb Mnesímaca.
Una altra tradició identifica Mnesímaca amb Deianira, i situa la història a Calidó, a la cort d'Eneu, on hi va haver una lluita semblant entre Hèracles i Nessos. O també es confon la història amb la lluita entre Hèracles i Aqueloos, per la possessió de la jove.
Dexamen havia donat en matrimoni a dues de les seves filles, Teronice i Terèfone, als Moliònides Talpi i Amfímac.